# Iouri Kovaltchouk
Pour les articles homonymes, voir Kovaltchouk.
Iouri Valentinovitch Kovaltchouk (en russe : Юрий Валентинович Ковальчук), né en 1951 à Leningrad (aujourd'hui Saint-Pétersbourg), est un homme d'affaires russe. Selon le magazine Forbes, sa fortune s’élève à 3,2 milliards de dollars en 2024.

## Biographie
Iouri Kovaltchouk est né en 1951 à Leningrad dans une famille d'historiens. Marié il a un enfant. Son frère est Mikhaïl Kovaltchouk (en), président de l’Institut Kurchatov, le principal centre de recherche et de développement de Russie dans le domaine de l’énergie nucléaire.
En 1996, il  fait partie des proches de Poutine qui se regroupent au sein de la coopérative Ozero (en) (« le lac ») qui permettra d'acquérir en commun des biens de consommation dont des datchas dans la région, de Carélie.
En 2011, l'homme d'affaires Iouri Kovaltchouk s'est porté acquéreur de 25 % de Perviy Kanal contrôlée à 51 % par l’État. Cette acquisition s'est effectuée pour 150 millions de dollars auprès de la société de Roman Abramovitch qui conserve 24 % de la chaîne.
En 2012, il intervient comme mécène pour sauver de la faillite la Librairie du Globe, la plus ancienne librairie russe de Paris.
En 2013, Iouri Kovaltchouk accueille le mariage de la fille cadette de Poutine, Katerina Tikhonova , avec Kirill Shamalov dans sa station de ski d'Igora (ru).
En mars 2014, Iouri Kovaltchouk fait partie des personnalités sanctionnées après l'annexion de la Crimée par la Russie.
Iouri Kovaltchouk est propriétaire de la compagnie d'assurance Sogaz (en). Selon British Broadcasting Corporation Russia, cette société a investi 30 milliards de roubles (476 millions de dollars) dans le projet Nomeko une entreprise créée en janvier 2019 et axée sur la recherche dans le domaine du cancer. Maria Vorontsova, fille ainée de Poutine,  est actionnaire et cadre supérieure de Nomeko,.
En octobre 2021, son nom est cité dans les Pandora Papers.